# Acakyra ocellata
Acakyra ocellata là một loài bọ cánh cứng trong họ Cerambycidae.